# Боруджерд
Боруджерд (на персийски: بروجرد) е град в Иран, провинция Лурестан. При преброяването от 2009 г. има 230 295 жители.
Сред съществуващите съвременни градове в Иран Боруджерд е един от най-старите, за който се споменава още през 9 век. В Сасанидската империя той е малък град и придобива по-голяма значимост по време на Селджукската империя през 9-и и 10 век. До 20 век Боруджерд е индустриален, търговски и стратегически важен град.
Днес е вторият по големина град на Лурестан. Градът запазва старата си архитектура и начин на живот, най-вече чрез джамии, базари и къщи, построени през Каджарската епоха. Регионален селскостопански център.

## История
Региона на Боруджерд е населяван поне от 3000 г. пр.н.е. Мидийците всяка година използват пасищата, за да отглеждат и обучават хиляди коне. Градът дължи много от своето развитие на юдеите, които идват в Персия. По време на мюсюлманското завладяване на Персия (637 - 651 г.) Боруджерския замък е използван от персите в подкрепа на войските в последната битка в Нахованд, на 55 км северозападно от града. Яздегерд III бяга в замъка, а неговата армия се събира там. Ислямският арабски управител Абудолф ибн Хамула възстановява града и построява джамия върху зороастрийски храм на огъня.
Между 1000 и 1500 г. градът се управлява от Атакабан Лурестан. Чингис хан и монголите нападат и разрушават Боруджерд и Хорамабад. Тимур унищожава града на два пъти.
По времето на Сефевидите (1500 – 1700 г.) Боруджерд се управлява като отделна държава. При каджарите отначало е малка държава, но по-късно става център на Лурестан и Хузестан и бързо се развива. Построяват се големият базар на Боруджерд, много училища и градини, възстановява се градският замък.
Реза Шах Пахлави потиска бунтовете на Лурестан и създадава армия, железопътни линии, пътища, болници и модерни училища в Боруджерд. По негово време Боруджердската държава е премахната и в съответствие с новото политическо разделение градът е присъединен към провинция Лурестан.
След иранската революция през 1979 г. и по време на войната между Иран и Ирак Боруджерд приема много ранени и бежанци от Хузестан. Много пъти е бомбардиран и по време на бомбардировките са убити 65 деца от начално училище.
През последните години Боруджерд се разраства и сега се бори със социалните проблеми, като безработица и злоупотреба с наркотични вещества. По време на земетресението през 2006 г. загиват 66 души, пострадалите са 1400.

## География
Намира се на около 1670 метра над морското равнище и е с умерен климат със студена зима. Най-високата точка е планината Гарин на 3623 метра над морското равнище, а най-ниската зона е река Гелеруд с 1400 m надморска височина. Областта е с 2600 km² площ и приблизително 400 000 жители, разпределени в град Ощоринан и повече от 180 села.
Боруджерд се намира в равнината Силахор, която е най-голямата земеделска земя в Лурестан. Високата планина Загрос го заобикаля от югоизток да северозапад, а върховете са покрити със сняг през повечето време. Хората от провинцията работят предимно във ферми. Другите работят в правителствени офиси, въоръжените сили, фабрики или малки местни фирми. Районът разполага с магистрали и е пресечната точка между Техеран и Хузестан и между провинциите Исфахан и Керманшах.

## Език
Жителите на Боруджерд говорят предимно на боруджердски диалект, който се отлличава от лури и фарси и е повлиян в значителна степен от специфичния акцент на еврейското население. Могат да се чуят и други диалекти – лури, лаки и местен еврейско-ирански.

## Галерия
- Боруджерд
- Боруджерд
- Султанската джамия
- Джамия Джем
- Имамзаде Джафар
- Базар